# Лейоа
Лейоа, Лехона (баск. Leioa (офіційна назва), ісп. Lejona) — муніципалітет в Іспанії, у складі автономної спільноти Країна Басків, у провінції Біская. Населення — 30 079 осіб (2009).
Муніципалітет розташований на відстані близько 330 км на північ від Мадрида, 9 км на північний захід від Більбао.
На території муніципалітету розташовані такі населені пункти: (дані про населення за 2009 рік)
- Артаца: 7102 особи
- Елешальде: 18529 осіб
- Ламіако: 4448 осіб

## Демографія
Динаміка населення (INE ):

## Галерея зображень

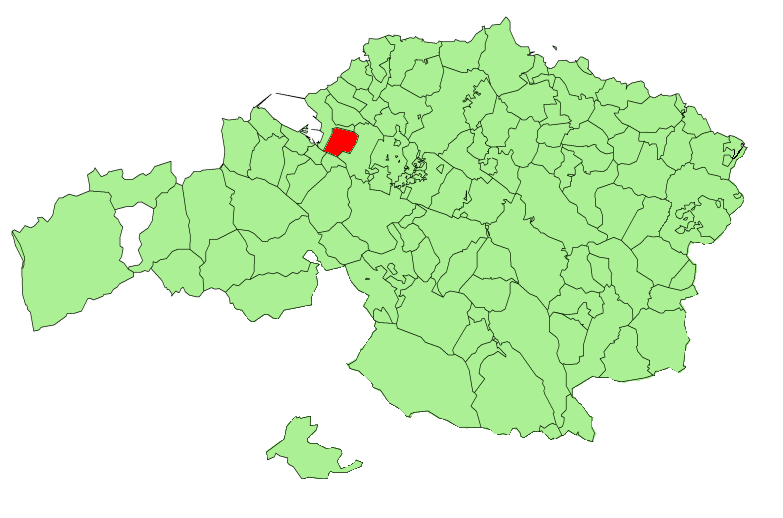
Розташування муніципалітету
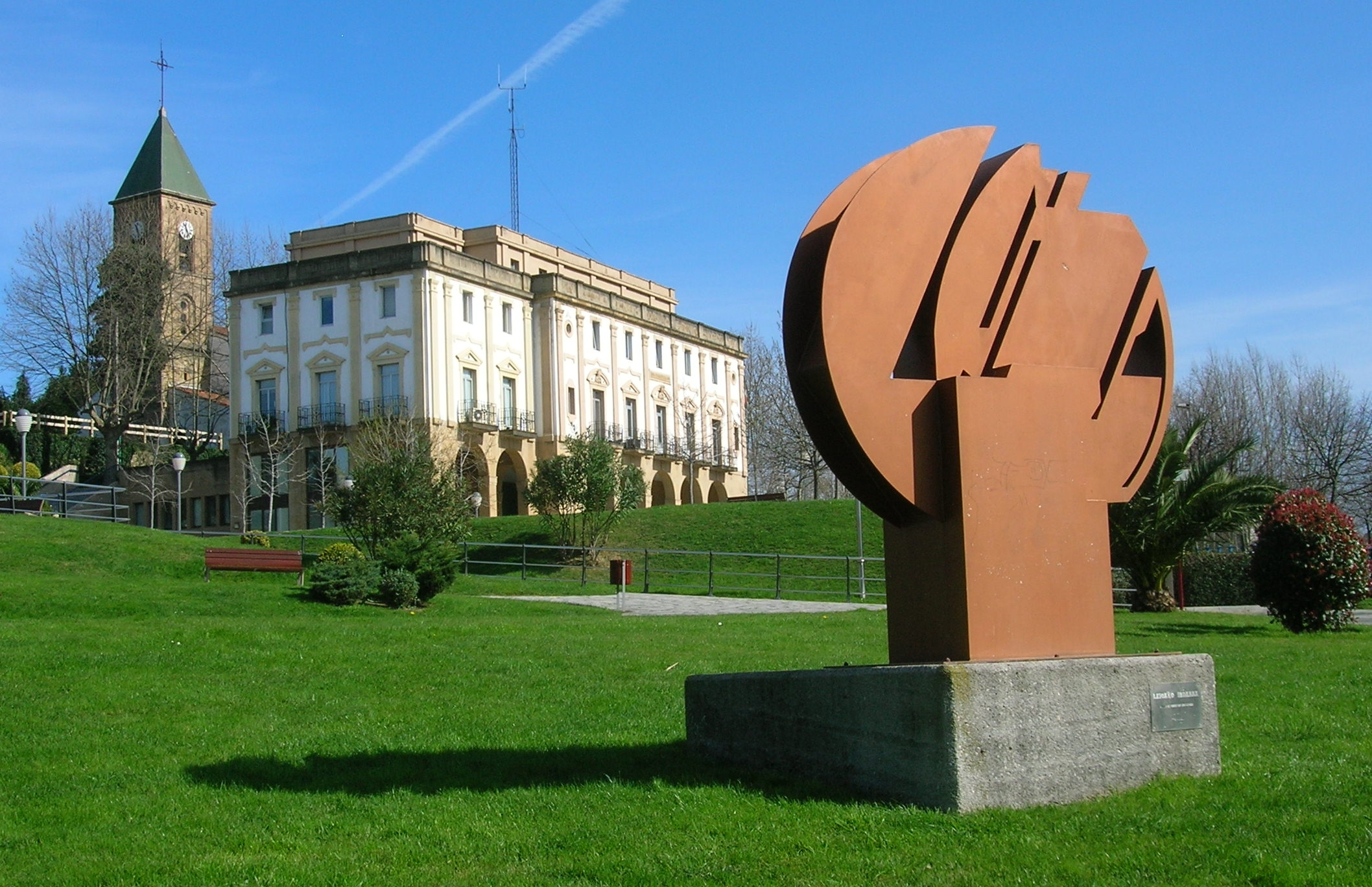
Лейоа